# Smeringopus lesnei
Smeringopus lesnei là một loài nhện trong họ Pholcidae. Loài này được phát hiện ở Đông Phi.